# Ar 196
Az Ar 196 egy hajófedélzeti felderítő, német hidroplán. Gyártását 1936-ban kezdte el az Arado repülőgépgyár, 1937-től a Kriegsmarine standard repülőgépe, felderítő, könnyűbombázó és tengeralattjáró-vadász feladatkörökben.

## Története
A Német Haditengerészet 1933-ban kezdte el egy megfelelő hajófedélzeti felderítő repülőgép keresését. Rövid keresés után a Reichsluftfahrtministerium (Birodalmi Légiközlekedési Minisztérium) a He 60-as kétfedelű gépe mellett döntött. 
1935-re világossá vált, hogy a He 60-as kialakítása hiányos, kérték a gyártót a modell kicserélésére. Ennek lett az eredménye a He 114. Az első prototípus meghajtásáról a Daimler-Benz DB 600-as 12-hengeres motorja gondoskodott, de az anyagi lehetőségek korlátozottsága miatt a gyártásra kerülő verziót a BMW 132 egysoros csillagmotorjával szerelték fel. A használat során azonban kiderült, hogy a konstrukció csak kevéssel múlja felül a He 60-ast és vízi kezelhetősége is szörnyű volt. Kisebb változtatásokkal kilenc prototípus készült, de ezek csak a problémák kis hányadát tudták orvosolni, nem javítottak a repülő kezelhetőségén. A haditengerészet végül megvált a repülőtípustól, amiket Romániának, Spanyolországnak és Svédországnak adtak el.
Az RLM 1936 októberében elkezdte a He 114-es típussal való felváltását. Az új repülő egyetlen megkötése a BMW 132-es motor volt, a gyártók egy- illetve iker-úszótalpas konfigurációkkal is jelentkezhettek. Az irányadó változatok a Dornier, a Gotha, az Arado és a Focke-Wulf gépei voltak. A tenderen a Heinkel gyár is indult a He 114 típussal.
Az Arado által készített modell kivételével az összes gép kétfedeles volt, ez jobb esélyeket adott az Aradónak. Az RLM négy prototípust rendelt a gyártótól, de mivel alapvetően konzervatív felfogás uralkodott a repülőgép tervezés terén, a minisztérium két FW 62-t is rendelt tartalék lehetőség gyanánt. Azonban gyorsan világossá vált, hogy az Arado sokkal hatékonyabb, mint a Focke-Wulf Fw 62 V-1 és V-2 prototípusa.
Az Arado 196 prototípusait 1937 nyarára szállították le, V-1 (első repülés 1937 májusa) és V-2 iker-úszótalpas változat, mint "A" modell, V-3 és V-4 egy-úszótalpas változat, mint "B" modell. Mindkét modell tökéletes vízi landolási képességet mutatott, végül az "A" változat került gyártásba. Egy végső V-5 prototípus készült 1938 novemberében, a végső változtatásokkal.
Tíz A-0-ik modell készült el 1938 novemberében és decemberében, egyetlen MG 15-ös géppuskával a hátsó ülésnél. Öt hasonló B-0-s változat készült a földi támaszpontú csapatoknak. Ezt követte húsz A-1, ennek gyártása 1939 júniusában kezdődött, mely elegendő volt a felszíni erők ellátására.
1939 novemberében a gyártás átállt egy nehezebb A-2 típusra. A repülőt ellátták felfüggesztési pontokkal, két 50 kg-os bomba szállítására, két 20 mm-es MG-FF gépágyúval a szárnyakon és egy 7,92 mm-es MG 17-es géppuskával a motorburkolat alatt. Ezt az A-4 típus váltotta 1940 decemberében. A végső verzió az A-5 volt, új rádiókkal, pilótafülke műszerekkel, és a hátsó géppuskát a továbbfejlesztett MG 81Z-re cserélték (A Z az ikerkivitelre utal). A típusokból összesen 541 készült, 1944 augusztusának végéig.

## Alkalmazók
Németország
- Kriegsmarine

 Bulgária
- Bolgár Légierő

 Finnország
- Finn Légierő

 Norvégia
- Norvég Királyi Légierő

 Románia
- Román Királyi Légierő

## Kapcsolódó oldalak
- Arado Ar 196
- Arado Ar 196 (D) felderítő hidroplán